# Élections sénatoriales de 1929 en Guadeloupe
Les élections sénatoriales en Guadeloupe ont eu lieu le dimanche 20 octobre 1929. 
Elles ont eu pour but d'élire le sénateur représentant le département au Sénat pour un mandat de neuf années.

## Contexte départemental
Les grands électeurs qui votent pour ces élections reflètent les résultats des élections municipales de 1925.

## Présentation des candidats et des suppléants
Le nouveau représentant est élu pour un mandat de 9 ans au suffrage universel indirect par les 317 grands électeurs du département, au scrutin majoritaire à deux tours. 
| Candidats | Candidats      | Parti   | Principale fonction                                       |
| --------- | -------------- | ------- | --------------------------------------------------------- |
|           | Henry Bérenger | Rad-soc | Journaliste à L'Action. Sénateur sortant                  |
|           | André Béton    | LDRN    | Dirigeant de la Ligue de défense de la race nègre. Avocat |
|           | Maurice Isaac  |         |                                                           |
|           | René Hyacinthe |         |                                                           |
|           | Lavau          |         |                                                           |

## Résultats
|          | Henry Bérenger * | Rad-soc  | 213 | 71,72  |  |  |
|          | André Béton      | LDRN     | 64  | 21,62  |  |  |
|          | Maurice Isaac    |          | 29  | 9,76   |  |  |
|          | René Hyacinthe   |          | 5   | 1,68   |  |  |
|          | Lavau            |          | 1   | 0,34   |  |  |
|          |                  |          |     |        |  |  |
| Inscrits | Inscrits         | Inscrits | 317 | 100,00 |  |  |
| Votants  | Votants          | Votants  | 314 | 99,05  |  |  |
| Exprimés | Exprimés         | Exprimés | 297 | 94,59  |  |  |